# 巴泰波朗
22°17′42″S 53°16′15″W / 22.29500°S 53.27083°W
巴泰波朗（葡萄牙語：Batayporã），是巴西的城鎮，位於該國西部，由南馬托格羅索州負責管轄，始建於1963年11月12日，面積1,828平方公里，海拔高度334米，2011年人口10,960，人口密度每平方公里5.99人。